# 小野武彦
小野 武彦（おの たけひこ、1942年〈昭和17年〉8月1日 - ）は、日本の俳優、声優。旧芸名：黒木 進。本名は同じ。
東京都狛江市出身。六月劇場を経て、シス・カンパニー所属。玉川学園小学部、玉川学園中学部・高等部を経て、玉川大学文学部中退。身長173cm、体重74kg。血液型はA型。

## 人物
1942年、現在の東京都狛江市に生まれる。
少年時代から石原裕次郎に憧れ、学業の合間にエキストラとして撮影所に通う日々を送った。俳優座養成所（15期生）卒業後、文学座へ入団。1960年代後半から脇役として活動を開始。1970年代中盤より『勝海舟』『6羽のかもめ』『大都会 闘いの日々』『前略おふくろ様（第2シリーズ）』など、倉本聰脚本作品を中心にレギュラー出演を重ねて知名度を高めた。
1980年代は再び脇役での出演が多くなるが、1990年代以降は三谷幸喜作品や『踊る大捜査線』などのヒット作に恵まれる。特に『踊る』シリーズで共演した北村総一朗と斉藤暁とは「スリーアミーゴス」を名乗り、舞台公演やCM・バラエティーにも多数出演した。2000年代以降は『科捜研の女』の長期レギュラー出演などで活動。斉藤とは『科捜研』シリーズでも7年間共演した。
2010年4月、活動屋からシス・カンパニーに移籍した。
2023年の映画『シェアの法則』で芸歴57年にして映画初主演。

### エピソード
- 名門・俳優座及び文学座で学び、長きにわたりさまざまな役を演じてきただけに、演劇界から「大ベテラン」と認められる存在である。
- 長女の誕生直後はスランプに陥っており、一時は生活安定のために引退を決意。1ヶ月後に不動産業者への転職も決まっていたタイミングで倉本聰から直々にオファーを受けたのが、大河ドラマ『勝海舟』の海軍伝習生・春山弁蔵役だった[6]。その後は渡哲也・石原裕次郎主演の『大都会 闘いの日々』のレギュラー刑事役など倉本聰作品に多数起用される機会に恵まれた。『大都会』には倉本の手を離れハードアクション路線へ転向した第2シリーズ以降も引き続き出演し、松田優作らとも共演。特に『大都会 PARTII』の自身主演エピソード「白昼の狂騒」（第3話）では、東京タワーの地上260m地点で大掛かりなアクションを披露した。このロケ撮影当日（1977年3月9日）に次女が誕生している[7]。小野は同シリーズに刑事役として長く関わったことで「役者を辞めずに済んだ」といい、『踊る大捜査線』をはじめ警察関係の役柄を多く演じ続けることに繋がったと語っている[8]。

## 親族
戦前に読売新聞文芸部長を務め、演芸記者から小唄作家・小説家になった小野金次郎は祖父。武彦によれば金次郎は「チャールズ・チャップリンが1932年に初来日した時に通訳を務めた人物」であった。
妻と二女があり、妻は薬剤師で長女は産婦人科の医師である。

## 出演

### テレビドラマ

#### NHK
- 大河ドラマ
  - 勝海舟（1974年1月6日 - 12月29日） - 春山弁蔵  ※黒木進 名義
  - 花神（1977年1月2日 - 12月25日） - 吉富音之助
  - 独眼竜政宗（1987年1月4日 - 12月13日） - 蒲生源左衛門
  - 徳川慶喜（1998年1月4日 - 12月13日） - 土岐信濃守朝義
  - 北条時宗（2001年1月7日 - 12月9日） - 安達義景
  - 新選組!（2004年1月11日 - 12月12日） - 小島鹿之助
- 連続テレビ小説
  - 澪つくし（1985年4月1日 - 10月5日） - 夏目少佐
  - チョッちゃん（1987年4月6日 - 10月3日）- 斉藤源吉
  - すずらん（1999年4月5日 - 10月2日） - 岩波尚助
- 腕におぼえあり（1992年4月10日 - 6月26日） - 松平孫左衛門
- ザ・ラストUボート（1993年1月2日）
- 晴れ着ここ一番 - 塚野久雄
  - 第1回「予期せぬ同居?」（2000年3月31日）
  - 第3回「気まぐれな神様」（2000年4月14日）
  - 第11回「運命のプロポーズ」（2000年6月9日）
  - 最終回「原宿シンデレラ」（2000年6月16日）
- 恋セヨ乙女（2002年7月1日 - 8月1日） - 天野健吾
  - もっと恋セヨ乙女（2004年5月17日 - 6月24日）
- 御宿かわせみ（2003年4月4日 - 2005年8月5日） - 嘉助
- ジャッジ - 野見山修
  - ジャッジ 〜島の裁判官奮闘記〜（2007年10月6日 - 11月10日）
  - ジャッジII 〜島の裁判官奮闘記〜（2008年10月25日 - 11月22日）
- 神谷玄次郎捕物控（NHK BSプレミアム） - 金子猪太夫
  - 神谷玄次郎捕物控（2014年4月4日 - 5月2日）
  - 神谷玄次郎捕物控2（2015年4月3日 - 5月22日）
- 洞窟おじさん（2015年7月20日 - 8月10日） - 丹波惣一郎
  - 洞窟おじさん 完全版（2015年10月1日 - 10月22日）
- クロスロード（2016年2月25日 - 3月31日、NHK BSプレミアム） - 太田巌
- 大岡越前3 最終回「天下の御前白洲」（2016年3月4日） - 小出信濃守英貞
- 伝七捕物帳2（NHK BSプレミアム） - 相模屋忠左衛門
  - 第7回「引き裂かれた絆、夫婦湯のみの契り」（2017年9月15日）
  - 最終回「新たなる命、旅立ちの時」（2017年9月22日）
- 雲霧仁左衛門4（2018年9月7日 - 10月19日、NHK BSプレミアム） - 安藤帯刀
- すぐ死ぬんだから（2020年8月23日 - 9月20日、NHK BSプレミアム） - 忍岩造
- 藤子・F・不二雄 SF短編ドラマ 箱舟はいっぱい（2023年6月4日、NHK BSプレミアム）
- 大岡越前スペシャル〜大波乱!宿命の白洲〜（2023年12月29日、NHK BS・NHK BSプレミアム4K） - 寺坂吉右衛門 役[9]

#### 日本テレビ系
〈黒木進 名義〉
- 火曜日の女シリーズ「花は見ていた」（1971年7月27日 - 8月24日） - 吉川刑事
- 弥次喜多隠密道中 第18話「夫婦隠密」 （1972年2月3日） - 市助
- 子連れ狼 第2部 第4話「しぐれ待ち」（1974年4月28日） - 公儀隠密・角
- 伝七捕物帳 第37話「天女の舞・夫婦花火」（1974年7月30日） - 朝吉

〈小野武彦 名義〉
- 太陽にほえろ!
  - 第201話「にわか雨」（1976年5月21日） - 小林刑事
  - 第393話「密偵」（1980年2月8日） - 立野義次（花園署捜査係長）
  - 第434話「ある誘拐」（1980年11月28日） - 大場信三郎
  - 第529話「山さんの危険な賭け」（1982年10月29日） - 深町助教授
  - 第656話「いじめ」（1985年7月19日） - 梶尾（担任教師）
- 大都会シリーズ - 大内正
  - 大都会 闘いの日々（1976年1月6日 - 8月3日）
  - 大都会 PARTII（1977年4月5日 - 1978年3月28日）
  - 大都会 PARTIII（1978年10月3日 - 1979年9月11日）
- 前略おふくろ様 第2シリーズ（1976年10月15日 - 1977年4月1日） - 木下明
- 炎の犬（1981年1月6日 - 3月31日） - 大野先生
- 気分は名探偵 第8話「甘い言葉にご用心!」（1984年11月24日） - 和泉肇
- ジャングル 第16話「警官が狙われた!」（1987年7月24日） - 防犯課長
- 銭形平次 第31話「死神のあまい香り」（1987年11月10日） - 市蔵
- 長七郎江戸日記 第2シリーズ 第48話「お銀哀歌」（1989年3月28日） - 黒木兵馬
- ドラマシティ'92「アイシテイルと描いてみた」（1992年8月27日、よみうりテレビ） - 高杉課長
- 半七捕物帳 第8話「十手を憎んだ女」（1992年12月1日） - 本間啓一郎
- 家なき子（1994年4月16日 - 7月2日） - 秘書
- 江戸の用心棒 第1シリーズ 第20話「汚された恋文」（1995年1月10日） - 大仏屋宗五郎
- 蘇える金狼（1999年4月17日 - 6月26日） - 佐野健吾
- 伝説のマダム 第4話「娘の秘密と金の嘘」（2003年5月5日） - 宮崎良介
- ナースマンがゆく（2004年10月16日 - 12月11日） - 鴨志田利一
- ハケンの品格 第1シリーズ - ツネさん
  - 第3話「社員の友情 ハケンの仁義」（2007年1月24日）
  - 最終話「契約終了!! スーパー派遣最後のスキル」（2007年3月14日）
- 働きマン 第10話「父の思い…私はきっと頑張れる!!」（2007年12月12日） - 松方征治
- OLにっぽん - 生田部長 
  - 第7話「人は宝だ! 私たちは決してお荷物なんかじゃない」（2008年11月19日）
  - 第8話「無駄な人間なんか、いない!」（2008年11月26日）
  - 第9話「最後の悪あがき!!」（2008年12月3日）
  - 最終話「世界を変えたきゃ、自分が変われ!!」（2008年12月10日）
- 働くゴン!（2009年9月23日） - 青木警部
- Q10（2010年10月16日 - 12月11日） - 岸本路郎
- 慰謝料弁護士〜あなたの涙、お金に変えましょう〜 第3話「主婦の悲痛な叫び…積年の恨みで熟年離婚」（2014年1月23日） - 西園寺正 役
- 向かいのバズる家族（2019年4月4日 - 6月6日） - 篝清史
- BS笑点ドラマスペシャル 初代 林家木久蔵（2020年1月11日、BS日テレ） - 3代目 桂三木助
- 火曜サスペンス劇場
  - 松本清張の霧の旗（1983年1月4日） - 豊岡編集長
  - 見知らぬ殺意（1984年12月4日）
  - 私が死んだ夜（1985年12月10日）
  - 密猟夫婦（1986年12月2日、札幌テレビ）
  - 浅見光彦ミステリー1「平家伝説殺人事件」（1987年9月8日） - 調査員
  - 不幸の手紙殺人事件（1990年12月11日）
  - 季節はずれの宿泊客（1993年1月12日） - 新谷刑事
  - 地方記者・立花陽介4「青梅奥多摩通信局」（1994年9月27日） - 石井係長
  - 京都塩津殺人街道（1994年12月6日）
  - 警部補 佃次郎1「幻の男」（1996年6月4日） - 重光謙造
  - 臨床心理士シリーズ1～4（2000年5月2日 - 2001年10月16日） - 柳本徹
  - 松本清張スペシャル・鬼畜（2002年10月15日） - 石田雅彦
- ハコヅメ〜たたかう！交番女子〜 第5話（2021年） - 三宅雄三
- 金田一少年の事件簿 第4話（2022年5月22日、日本テレビ） - 白神音松[10]
- ブラックファミリア〜新堂家の復讐〜（2023年10月6日 - ） - 早乙女泰造[11]

#### TBS系
〈黒木進 名義〉
- キイハンター
  - 第57話「脱走（とんずら）行進曲」（1969年5月3日）
  - 第254話「それ行け! 新婚珍道中」（1973年2月10日） - 片桐
- 待ってますワ!（1969年7月2日 - 10月8日）
- ただいま同居中（1970年1月6日 - 6月30日） - 志村二郎
- 千葉周作 剣道まっしぐら 第22話「かご乗る人かつぐ人」（1971年）- 山形三平太
- ザ・ガードマン（1971年10月15日・12月10日）
  - 第340話「おんな風呂殺人事件」（1971年10月15日）
  - 第348話「今晩ワ! 私は死のセールスマン」（1971年12月10日）
- 水戸黄門（C.A.L）
  - 第3部 第22話「消えた姫君 -下関-」（1972年4月24日） - 新次
  - 第5部 第1話「水戸黄門 -江戸-」（1974年4月1日）、第2話「仇討ち甲州路 -青梅-」（1974年4月8日） - ニセ格さん・小六
  - 第15部 第5話「闇を斬る! 怪傑白頭巾 -宇和島-」（1985年2月25日） - 前原総一郎
  - 第16部 第33話「夢を紡いだ紙の布 -白石-」（1986年12月8日） - 高村京之介
- 東芝日曜劇場 第926回『りんりんと』（1974年9月8日、北海道放送）

〈小野武彦 名義〉
- 東芝日曜劇場
  - 第1018回「乙姫先生」(1976年6月13日、北海道放送) - 新進ピアニスト・川島弘志
  - 第1402回「夢の鳥」（1983年11月13日、CBC） - 二見係長
- 隠し目付参上 第20話「怪談 お化けの皮は何枚か」（1976年8月14日、MBS） - 渡辺儀一
- 明日の刑事 第36話「女子高生が万引きすると…」（1978年7月5日）
- 七人の刑事 第3シーズン 第66話「部長刑事の妻! 恐怖の結婚記念日」（1979年9月21日）
- ポーラテレビ小説 / 元気です!（1980年10月6日 - 1981年4月3日） - 島田寅次郎
- 二百三高地 愛は死にますか（1981年1月7日 - 2月25日） - 満洲軍幹部
- 淋しいのはお前だけじゃない（1982年6月4日 - 8月27日）
- ソープ嬢モモ子シリーズ（1982年11月13日 - 1986年7月2日）
- 蒲田行進曲（1983年6月22日・6月29日）
- ザ・サスペンス
  - 私を深く埋めて（1984年7月14日）
  - 勝田清孝に間違えられた男（1984年9月29日）
- 妻の知らない夫の顔（1986年12月17日）
- いつか誰かと（1990年2月26日 - 4月13日）
- 家栽の人 第6回「沈黙の少年」（1993年2月11日） - 阿部憲吾
- 課長サンの厄年 第10回「走れ故郷へ」（1993年9月12日） - 岡島茂夫
- オトナの男（1997年7月6日 - 9月28日） - 狩森久史
- 先生知らないの?（1998年4月10日 - 6月26日） - 大河原博
- ママチャリ刑事 第1話「呪いのごみ箱! 殺人カラス襲撃事件!!」（1999年1月7日）
- Love Story（2001年4月15日 - 6月24日） - 柏原修三
- 世界で一番熱い夏（2001年7月6日 - 9月14日） - 東城勇志
- First Love（2002年4月17日 - 6月26日） - 江沢守
- GOOD LUCK!!（最終回 2003年3月23日） -  北村乗務本部人事部長
- 吾輩は主婦である（2006年5月22日 - 7月14日）
- 浅草ふくまる旅館 - 百瀬省三 
  - 第1シリーズ（2007年1月8日 - 3月19日）
  - 第2シリーズ（2007年10月8日 - 12月17日）
- JNN50周年記念 父よ、あなたはえらかった〜1969年のオヤジと僕（2009年11月16日）
- 赤かぶ検事京都篇（2010年1月13日 - 2010年3月10日） - 日比野康夫
- レジデント〜5人の研修医（第3話 2012年11月1日） - 川上哲治
- ダメな私に恋してください（2016年1月12日 - 3月15日） - 鯉田和夫
- 不適切にもほどがある!（最終話 2024年3月29日）[12][13]
- 月曜ドラマスペシャル→月曜ミステリー劇場→月曜ゴールデン→月曜名作劇場
  - 十津川警部シリーズ
    - ゲスト
      - 十津川警部シリーズ5「会津高原殺人事件」（1994年8月1日） - 矢田部刑事
      - 十津川警部シリーズ10「ミステリー列車が消えた！」（1995年12月25日） - 北野課長

    - 三上刑事部長

  - 浅見光彦シリーズ
    - 浅見光彦シリーズ5「城崎殺人事件」（1995年10月30日） - 横尾刑事
    - 浅見光彦シリーズ15「志摩半島殺人事件」（2001年3月19日） - 竹林誠司
    - 浅見光彦シリーズ25「姫島殺人事件」（2008年4月7日） - 中瀬古大志

  - 熊野路伝説殺人事件（1996年2月12日）
  - 警部補・坪内直哉 父と娘の事件簿（1998年2月23日）
  - 刑事クマさん（1998年5月25日） - 小野刑事
  - 示談交渉人甚内たま子裏ファイルシリーズ - 勝田守 
    - 示談交渉人甚内たま子裏ファイル1（2001年6月18日）
    - 示談交渉人甚内たま子裏ファイル2（2002年6月24日）
    - 示談交渉人甚内たま子裏ファイル3（2004年1月19日）
    - 示談交渉人甚内たま子裏ファイル4（2005年2月7日）
    - 示談交渉人甚内たま子裏ファイル5（2007年6月18日）
    - 示談交渉人甚内たま子裏ファイル6（2008年5月26日）

  - ホステス探偵危機一髪4（2002年3月11日） - 植原孝蔵
  - 世直し公務員ザ・公証人2（2003年3月10日） - 新見俊之
  - 京舞妓殺人事件シリーズ - 児玉千次 
    - 京舞妓殺人事件1（2003年8月4日）
    - 京舞妓殺人事件2（2005年1月17日）

  - 警察庁特別広域捜査官 宮之原警部シリーズ - 祭陸五郎 
    - 警察庁特別広域捜査官 宮之原警部シリーズ1「丹後浦島伝説殺人事件」（2003年9月8日）
    - 警察庁特別広域捜査官 宮之原警部シリーズ2「菜の花幻想殺人事件」（2006年2月13日）

  - 見当たり捜査25時（2004年6月21日） - 徳田源介
  - 松本清張特別企画・殺意（2004年10月11日） - 赤羽哲也
  - 駅弁刑事・神保徳之助シリーズ - 栗原冬樹 
    - 駅弁刑事・神保徳之助1（2007年4月30日）
    - 駅弁刑事・神保徳之助2（2008年5月5日）
    - 駅弁刑事・神保徳之助3（2009年5月4日）
    - 駅弁刑事・神保徳之助4（2010年5月3日）

  - パートタイム裁判官2（2007年5月14日） - 横山周造
  - 松本清張スペシャルドラマ・塗られた本（2007年12月17日） - 小川継男
  - 赤かぶ検事奮戦記シリーズ - 日比野康夫 
    - 赤かぶ検事奮戦記 京都転勤篇（2009年5月11日）
    - 赤かぶ検事奮戦記2（2010年10月18日）
    - 赤かぶ検事奮戦記3（2011年11月14日）

  - ホームドクター・神村愛シリーズ - 神村達也 
    - ホームドクター・神村愛1（2012年4月9日）
    - ホームドクター・神村愛2（2013年8月26日）

  - スクープ 遊軍記者・布施京一（2015年6月15日） - 山野辺徹夫
  - 湯けむりバスツアー 桜庭さやかの事件簿6（2015年9月14日） - 山西秀則
  - 温泉殺人事件シリーズ1「有馬温泉殺人事件」（2016年5月30日） - 春日井道彦
  - 鑑識捜査官 亀田乃武夫の臨場ファイル（2017年8月7日） - 筒井賢司

#### フジテレビ系
〈黒木進 名義〉
- 吉田松陰（1969年10月5日 - 1970年3月29日、関西テレビ）
- 出発（1970年9月28日 - 1971年1月8日）
- ミラーマン 第10話「時計が止まった街」（1972年2月13日） - 日野正史
- 清水次郎長 第45話「わたる世間で鬼退治」（1972年3月11日） - 藤六
- 木枯し紋次郎 第2シーズン 第1話「馬子唄に命を託した」（1972年11月18日）
- 終着駅（1973年12月27日 - 1974年12月18日）
- 6羽のかもめ（1974年10月5日 - 1975年3月29日）

〈小野武彦 名義〉
- 銭形平次
  - 第507話「消えた証文」（1976年2月4日） - 亥之吉
  - 第640話「通り魔」（1978年9月20日） - 上総屋彦兵ヱ
- 騎馬奉行 第26話「新しき旅立ち」（1980年3月25日、関西テレビ）
- 同心暁蘭之介 第19話「仇討浪人うらみ花」（1982年2月18日）
- ライスカレー（1986年4月3日 - 6月26日） - 上田
- 京都サスペンス / 桜の寺殺人事件（関西テレビ、1989年12月11日）
- 森村誠一サスペンス / 喪中欠礼（関西テレビ、1990年8月20日）
- 岡っ引どぶ 第5話「京洛殺人事件」（1991年5月8日） - 丹波屋四郎兵衛
- 鬼平犯科帳
  - 第3シリーズ 第12話「隠居金七百両」（1992年3月11日） - 奈良山の与市
  - 第4シリーズ 第18話「おとし穴」（1993年5月5日） - 文挾の友吉
  - 第9シリーズ 第3話「男の隠家」（2001年5月1日） - 清兵衛
- 並木家の人々（1993年1月14日 - 3月25日） - 二岡支店長
- 王様のレストラン（1995年4月19日 - 7月5日） - 梶原民生
- 雲霧仁左衛門 第7話｢松屋襲撃｣（1996年2月7日） - 櫓の福右衛門
- 古畑任三郎 第2シリーズ第9話（episode22）「間違われた男」（1996年3月6日） - 鴨田巌
- 裸の大将 第78話「清の手品はめぐりあい」（1996年4月7日） - 宮野伸吉
- コーチ（1996年7月4日 - 9月19日） - 長峰裕一
- 金曜エンタテイメント 浅見光彦シリーズ2 横浜殺人事件（1996年5月17日） - 宮田弁護士
- ナニワ金融道2（1996年10月8日、フジテレビ） - 猿又（支配人）
- 踊る大捜査線シリーズ - 袴田健吾
  - 踊る大捜査線（1997年1月7日 - 3月18日）
  - 湾岸署婦警物語 初夏の交通安全スペシャル（1998年6月19日）
  - 踊る大捜査線 THE LAST TV サラリーマン刑事と最後の難事件（2012年9月1日）
- ニュースの女（1998年1月7日 - 3月18日） - 日向志津夫
- 世にも奇妙な物語 秋の特別編 「ダジャレ禁止令」（1998年9月25日） - 井上良博
- 殴る女（1998年10月13日 - 12月15日） - 天野肇
- 恋愛結婚の法則（1999年7月7日 - 9月22日） - 東部長
- ショカツ（関西テレビ、2000年4月11日 - 6月27日）
- 女検死官（2000年7月21日） - 菅原本部長
- やまとなでしこ（2000年10月9日 - 12月18日） - 神野勝
- HR（エイチアール）（2002年10月9日 - 2003年3月26日） - 須磨武彦
- 君が想い出になる前に（2004年7月6日 - 9月14日、関西テレビ） - 佐伯正次郎
- マザー&ラヴァー（2004年10月5日 - 12月21日、関西テレビ） - 瞳の父
- 曲がり角の彼女（関西テレビ） - 大島清 
  - 第1話「Tバックに勝つ!!」（2005年4月19日）
  - 第4話「年下男がアツい!!」（2005年5月10日）
  - 第9話「ハロー赤ちゃん!?」（2005年6月14日）
  - 最終話「千春の生きる道!」（2005年6月28日）
- Ns'あおい（2006年1月10日 - 3月21日） - 浜松平助
- 拝啓、父上様（2007年1月18日・25日） - 真田公正
- ライフ〜壮絶なイジメと闘う少女の物語〜（2007年6月30日 - 9月15日） - 安西大治郎
- はだしのゲン（2007年8月10日・11日） - 鮫島伝二郎
- 法の庭（2007年） - 蓮見雅彦 役
- 妻たちからの三行半〜夫たちの(秘)離婚回避マニュアル〜（2008年2月1日） - 工藤昭午
- 風のガーデン（2008年10月9日 - 12月18日） - 高林院長
- ヴォイス〜命なき者の声〜 第4話（2009年2月2日）
- 黒部の太陽（2009年3月）
- 救命病棟24時 第4シリーズ（2009年8月11日 - 9月22日、フジテレビ） - 守谷救急センター長
- 不毛地帯（2009年11月5日 - 11月26日） - 小牧専務 役
- 土曜プレミアム 神戸新聞の7日間（2010年1月16日、フジテレビ） - 平田孝之
- GOLD（2010年8月19日） - 大沢代議士
- CONTROL〜犯罪心理捜査〜（2011年3月1日・3月8日） - 蓑田保護司
- それでも、生きてゆく（2011年7月7日 - 9月15日） - 草間五郎
- TOKYOエアポート〜東京空港管制保安部〜（2012年10月14日 - 12月23日） - 横山博
- GTO（2014年7月8日 - 9月16日） - 富士宮司
- リスクの神様 第7話「お家騒動に潜む罠!? 会社乗っ取りを救え」（2015年8月26日） - 岡崎竜太郎
- 5→9〜私に恋したお坊さん〜（2015年10月12日 - 12月14日、フジテレビ） - 寺田光栄
- 黄昏流星群（2018年10月11日 - 12月13日） - 徳田和夫 [14]
- スペシャルドラマ・犬神家の一族（2018年12月24日） - 古館恭三
- スキャンダル専門弁護士 QUEEN - 五十嵐幸夫 
  - 第9話「疑惑の死亡事故は殺人!? 鍵は政界プリンスと不倫騒動」（2019年3月7日）
  - 最終話「国を敵にした悪女! 疑惑の死…最後の大逆転の一手」（2019年3月14日）
- Night Doctor（2021年6月21日 - 9月13日） - 八雲徳人 役[15]
- 人事の人見（2025年4月8日 - 6月17日） - 小笠原治 役[16]

#### テレビ朝日系
〈黒木進 名義〉
- 特別機動捜査隊
  - 第389話「追跡380km」（1969年4月9日） - 稲垣（トラック運転手）
  - 第395話「薔薇と悪魔」（1969年5月21日） - 警官
- 旅がらすくれないお仙 第32話「女の傷は深いのよ」（1969年5月11日）
- 緋剣流れ星お蘭 第7話「咲いてもあだ花よ!」（1969年11月16日）
- 紅つばめお雪 第9話「悪さもさじ加減」（1970年11月27日） - 佐之助
- 鬼平犯科帳 第65話「おしろい猫」（1970年12月29日） - 平吉
- 大忠臣蔵 第38話「大石東下り」（1971年9月21日） - 青木又之進
- 荒野の素浪人 第11話「決闘 傷だらけの必殺剣」（1972年3月14日） - 勝川善三郎
- 緊急指令10-4・10-10 第7話「闇に動くミイラ」（1972年8月14日） - 高垣周一
- レインボーマン（1972年10月 - 1973年9月） - 堀田先輩
- 荒野の用心棒 第23話「叛逆砦に陽はまた昇り…」（1973年） - 忠次
- 電撃!! ストラダ5 第7話「呪いのダイヤを撃て!」（1974年）
- 右門捕物帖（1974年）
  - 第18話「黒い炎」
  - 第27話 「おんな陶模」※小野武彦名義

〈小野武彦 名義〉
- 華麗なる一族（1974年10月 - 1975年3月、毎日放送） - 速水英二
- 破れ傘刀舟悪人狩り 第103話「怪談赤いろうそく」（1976年） - 喜八
- 非情のライセンス 第3シリーズ （1980年5月 - 12月） - 北里龍夫
- 土曜ワイド劇場→土曜プライム・土曜ワイド劇場 - ※1はミステリースペシャル・※2は日曜プライム
  - 松本清張の白い闇・十和田湖偽装心中（1980年12月6日）
  - 能登 泣き砂の殺意 婚約旅行で消えた美しい女（1986年11月22日）
  - 大女優殺人事件 死体が二度消えた!（1986年12月13日）
  - 九州婚約旅行殺人事件（1988年8月6日） - 羽山
  - SL山口線貴婦人号 トンネル殺人!?（1996年6月29日） - 阿部課長
  - 警視庁電話指導官〜深川真理子の事件簿（2008年6月7日） - 中津川弘毅
  - 再捜査刑事・片岡悠介1（2010年） - 竹田幸造
  - 100の資格を持つ女5〜ふたりのバツイチ殺人捜査〜（2011年10月15日） - 大原忠雄
  - 私は代行屋!（2012年 - ） - 星川護
  - ミステリー作家六波羅一輝の推理3（2013年9月14日） - 比嘉善次郎
  - ドクター彦次郎2（2016年10月1日） - 殿山鉄二
  - おとり捜査官20（2017年7月6日） - 安達隆臣 ※1
  - 深層捜査3（2019年9月8日） - 武藤忠信
- 特捜最前線
  - 第340話「老刑事・96時間の追跡!」（1983年11月） - 中村刑務官
  - 第424話「渓谷に消えた女秘書!」（1985年7月） - 広沢トオル
- 西部警察 PART-III
  - 第32話「杜の都・激震!! -宮城・前篇-」、第33話「仙台爆破計画 -宮城・後篇-」（1983年） - 滝沢礼次郎
  - 最終回スペシャル「大門死す! 男たちよ永遠に…」（1984年） - 警視庁刑事
- 私鉄沿線97分署 第46話「捜査しながらボランティア!?」（1985年） - 八百屋
- 痛快!婦警候補生やるっきゃないモン! 第18話「鬼教官にもアバンチュール」（1987年）
- ゴリラ・警視庁捜査第8班 第4話「ルパン・ザ・ポリス」（1989年) - 光田
- 火曜ミステリー劇場 三毛猫ホームズの感傷旅行（1990年8月7日） - 中尾 役
- さすらい刑事旅情編IV 第4話「美人女将の罠・バブルに舞った男と女」（1991年） - 中村
- ニュースキャスター 霞涼子（1999年）
- 七人のサムライ J家の反乱（1999年 - 2000年、朝日放送）
- 京都潜入捜査官 THE SLIPPERS（2000年7月6日 - 9月14日） - 佐伯大輔
- 相棒 Season 2 第15話「雪原の殺意」・第16話「白い罠」（2004年） - 工藤伊佐夫
- 松本清張 黒革の手帖（2004年10月 - 12月） - 藤岡彰一
- 科捜研の女 - 榊伊知郎
  - 第6シリーズ - 第10シリーズ（2005年 - 2010年）
  - 2011年スペシャル（2011年）
  - 2013年スペシャル（2013年）
  - 第19シリーズ 最終話（2020年）
- 熟年離婚（2005年10月 - 12月） - 児玉徹
- 黒いバッグの女（2006年1月5日） - 佐伯貴紀
- 愛と死をみつめて（2006年3月18・19日） - 中島
- 松本清張 点と線（2007年11月24日 - 25日） - 東京駅助
- テレビ朝日開局50周年記念番組 告知せず（2008年11月15日） - 吉田雄二 ※平成20年度文化庁芸術祭参加作品
- 歌のおにいさん（2009年1月 - 3月） - 矢野光雄
- 臨場（2009年4月29日） - 佐倉鎮夫
- ドラマスペシャル・だましゑ歌麿（2009年9月12日）
- エンゼルバンク〜転職代理人 第1話「価値0円の女!! 離婚主婦の再就職」（2010年1月14日） - 中森勘一
- ドラマスペシャル・女刑事音道貴子・凍える牙（2010年1月30日）
- ドラマスペシャル・忠臣蔵〜その男、大石内蔵助（2010年12月25日） - 政五郎
- 遺留捜査
  - 第1シリーズ 第4話「紅い石」（2011年5月4日） - 田岡孝雄
  - 第5シリーズ 第5話「花嫁の父の殺人告白、捨てた形見の秘密!?」（2018年8月16日） - 山野辺達仁
  - スペシャル（2023年9月21日） - 桂木慎之介[17]
- DOCTORS〜最強の名医〜シリーズ - 桃井正一 
  - DOCTORS〜最強の名医〜（2011年10月 - 12月）
  - ドラマスペシャル DOCTORS〜最強の名医〜（2013年6月1日）
  - DOCTORS2 最強の名医（2013年7月 - 9月）
  - 新春ドラマスペシャル DOCTORS〜最強の名医〜2015（2015年1月4日）
  - DOCTORS3 最強の名医（2015年1月 - 3月）
  - DOCTORS〜最強の名医〜ファイナル 新春スペシャル（2023年1月3日）[18]
- 松本清張ドラマスペシャル・三億円事件（2014年1月） - 中田所長
- 名古屋行き最終列車 第3弾 第5夜（2015年2月6日、名古屋テレビ制作） - 山下誠一郎
- ドラマスペシャル 復讐法廷（2015年2月7日） - 篠崎昭
- 刑事7人 シーズン1 最終話「真っ白な遺言と10年の空白!!」（2015年9月9日） - 吉岡清
- ドラマスペシャル・ストレンジャー〜バケモノが事件を暴く〜（2016年3月27日） - 内田順平
- 警視庁捜査一課9係 season11 第10話「追憶の殺人」（2016年6月8日） - 渡部哲
- ドクターY〜外科医・加地秀樹〜（2018年） - 伊東修一
- 4K大型時代劇スペシャル・紀州藩主 徳川吉宗（2019年2月8日、BS朝日） - 宮地権右衛門
- 東京独身男子（2019年4月 - 6月） - 岩倉和雄
- やすらぎの刻〜道（2020年） - 井本雪之丞
- 未解決の女 警視庁文書捜査官シーズン2 第4話「将棋編」（2020年8月27日） - 桜木正村[19]
- 書けないッ!?〜脚本家 吉丸圭佑の筋書きのない生活〜（2021年） - 篠田重幸
- NICE FLIGHT! 第2話（2022年7月29日） - 渋谷勝成
- 家政夫のミタゾノ 第6シリーズ 最終話（2023年12月5日） - 桃山宗次郎[20][21]
- 恋する警護24時（2024年1月13日 - 3月9日） - 矢吹賢治[22]
- Believe-君にかける橋-（2024年4月25日 - 6月20日） - 小野俊夫[23]
- スカイキャッスル（2024年7月25日 - 9月26日） - 大河内隆[24]
- 新・暴れん坊将軍（2025年1月4日） - 加納五郎左衛門 役[25]

#### テレビ東京系
〈黒木進 名義〉
- 大江戸捜査網
  - 第49話「御金蔵破りの謎」（1971年） - 弥平
  - 第61話「帰って来た狼」（1972年） - 伝次
  - 第97話「御神火太鼓に男が燃える」（1973年） - 文次
  - 第138話「復讐は俺にまかせろ!」（1974年） - 伊助
  - 第179話「狙われた密会」（1975年） - 清助
  - 第526話「邪剣つばめ返し」（1982年） - 深田靖之助
- 紫頭巾事件帖 第14話「火事と喧嘩と恋と」（1972年）
- それからの武蔵（1981年） - 阿部弥五兵衛
- 竜馬がゆく（1982年） - 井上佐一郎
- 徳川武芸帳 柳生三代の剣   (1993年1月2日)  - 坂崎直盛
- 付き馬屋おえん事件帳 第3シリーズ 第11話「羅生門河岸の女」（1995年） - 結城屋市兵衛
- 水曜ミステリー9 → 水曜シアター9
  - 和泉教授夫妻シリーズ1 「釧路湿原殺人事件」（2001年） - 片岡警部補
  - 監察医・篠宮葉月 死体は語る（2001年 - 2011年） - 蜂須賀芳樹
  - 京都グルメ旅行殺人事件（2002年） - 三浦明彦
  - 特捜刑事・遠山怜子（2003年 - 2004年） - 難波岳志
  - ブランド刑事3 「偽ブランド和牛殺人事件」（2008年） - 常滑豊
  - 信濃のコロンボ事件ファイル17 「みちのく遠野殺人事件」（2008年） - 吉田宗平
  - 横溝正史ミステリ大賞 テネシーワルツ（2010年） - 大貫慶次郎
  - 刑事の証明6 「愛憎の凶弾」（2013年） - 甲斐谷光春
  - 嫌われ監察官 音無一六〜警察内部調査の鬼〜（2013年12月18日 - 2020年9月7日、2022年5月6日− 6月17日） - 二宮善彦[26]
  - 警視庁強行犯 樋口顕3「烈火」（2016年） - 坂上哲雄（池田裕作）
- 李香蘭（2007年） - 山家亨
- 釣りバカ日誌〜新入社員 浜崎伝助〜 第7話（2015年） - 矢田秀一
- スパイラル〜町工場の奇跡〜（2019年4月 - 6月） - 堀保徳
- Qrosの女 スクープという名の狂気 第1話・第5話 - 最終話（2024年10月7日・11月4日 - 12月9日） - 石上翼 役[27]

#### Dlife
- 東京ガードセンター（2014年4月10日 - 6月26日） - 新田玄一郎 ※〈小野武彦 名義〉

#### WOWOW
- ながたんと青と-いちかの料理帖-（2023年3月24日 - 5月26日） - 藤原親氏※〈小野武彦 名義〉

### Web配信
- はぴまり〜Happy Marriage!?〜（2016年6月22日、Amazonプライム・ビデオ） - 間宮林蔵 ※〈小野武彦 名義〉

### 映画
- 情炎（1967年5月13日）
- 泣いてたまるか（1971年10月1日）
- 穴場あらし（1971年10月16日）
- 修羅雪姫（1973年12月1日）
- チ・ン・ピ・ラ（1984年11月17日） - 上田刑事
- ちょうちん（1987年5月23日） - 井崎
- 次郎物語（1987年7月4日）
- さくら（1994年4月9日） - 山下隆
- ゴジラvsデストロイア（1995年12月9日） - 村田陸佐[2]
- ラヂオの時間（1997年11月8日） - 野田勉
- 踊る大捜査線シリーズ - 袴田健吾
  - 踊る大捜査線 THE MOVIE（1998年10月31日）
  - 踊る大捜査線 THE MOVIE 2 レインボーブリッジを封鎖せよ!（2003年7月19日）
  - 容疑者 室井慎次（2005年8月27日）
  - 踊る大捜査線 THE MOVIE3 ヤツらを解放せよ!（2010年7月3日）
  - 踊る大捜査線 THE FINAL 新たなる希望（2012年9月7日）
- 花のお江戸の釣りバカ日誌（1998年12月23日）
- サトラレ TRIBUTE to a SAD GENIUS（2001年3月17日） - 国光博一特能保全委員会・警護局局長
- 宣戦布告（2002年10月5日）  - 岡田史郎
- 釣りバカ日誌シリーズ - 原口人事担当取締役 
  - 釣りバカ日誌14 お遍路大パニック!（2003年9月20日）
  - 釣りバカ日誌15 ハマちゃんに明日はない!?（2004年8月21日）
  - 釣りバカ日誌16 浜崎は今日もダメだった♪♪（2005年8月27日）
  - 釣りバカ日誌17 あとは能登なれ ハマとなれ!（2006年8月5日）
  - 釣りバカ日誌18 ハマちゃんスーさん瀬戸の約束（2007年9月8日）
- ローレライ（2005年3月5日） - 岩村七五郎機関長
- 星になった少年 Shining Boy & Little Randy（2005年7月16日） - 岩本信介
- ブレイブ ストーリー（2006年7月8日） - 獣人（声優）
- マリと子犬の物語（2007年12月8日） - 児島忠志
- ザ・マジックアワー（2008年6月7日） - 馬場署長
- 大鹿村騒動記（2011年7月16日） - 山谷一夫
- ロボジー（2012年1月14日） - 木村宗佑
- LOVE まさお君が行く!（2012年6月23日） - 町村竹雄
- 鍵泥棒のメソッド（2012年9月15日） - 水嶋徳治
- 謝罪の王様（2013年9月28日） - 国松
- 半世界（2019年2月15日） - 大谷吉晴
- 科捜研の女 -劇場版-（2021年9月3日） - 榊伊知郎
- シェアの法則（2023年10月14日） - 春山秀夫 ※映画初主演[5]
- 劇場版 緊急取調室 THE FINAL（2025年12月26日公開予定） - 岩倉伸也[28][29][30]

### ビデオ映画
- 暗黒街の勲章 マニラ極道戦争（1992年、東映Vシネマ） - 影山

### 舞台
- 美しきものの伝説（1966年11月4日 - 11月21日）
- 雪やこんこん（1969年2月6日 - 2月24日）
- 藪原検校（1973年7月3日 - 15日、23・24日）
- シャンハイムーン（1993年10月23日 - 11月7日）
- 罠（1996年5月17日 - 6月7日）
- 巌流島（1996年10月15日 - 11月4日）
- マイ・フェア・レディ（1997年5月4日 - 5月30日）
- 紙屋町さくらホテル（1997年10月22日 - 11月12日〈初演〉、2001年4月4日 - 4月25日）
- 舞台も踊る大捜査線 ザッツ!! スリーアミーゴス（2003年8月15日 - 8月17日）
- トロイラスとクレシダ（2012年8月17日 - 9月2日）
- 海盗セブン（2012年3月8日 - 4月22日）
- 交響劇 船に乗れ! （2013年12月13日 - 12月21日）
- この声をきみに〜もう一つの物語〜（2020年3月6日 - 3月22日、公演中止）
- 青空（2025年2月5日）[31]

### 劇場アニメ
- 千と千尋の神隠し（2001年7月20日、東宝） - 兄
- ブレイブ ストーリー（2006年7月8日、ワーナー・ブラザース映画） - 獣人2

### 吹き替え
- バーナビー警部（1997年3月23日 - 、ミステリチャンネル） - トム・バーナビー警部
- プリンス・オブ・エジプト（1999年7月24日、東宝） - エジプト王・セティ

### バラエティ
- おじさんスケッチ（2010年10月12日・2011年1月6日、フジテレビ）

### CM
- ハナマルキ
- NTT西日本
- 吉野家 隆太の上司・部長 （2009年）
- アメリカンファミリー生命保険会社（2010年）